# The Overland
| The Overland (zwischen 1999 und 2007) |  |                                 |                                 |
| |  |                                 |                                 |
| \| \| \| Adelaide Parklands Terminal \| \| \| \| Murray Bridge \| \| \| \| Bordertown \| \| \| \| Grenze Südaustralien / Victoria \| \| \| \| Nhill \| \| \| \| Dimboola \| \| \| \| Horsham \| \| \| \| Ararat \| \| \| \| Geelong \| \| \| \| Melbourne Southern Cross \| |  |                                 |                                 |
| Kopfbahnhof Streckenanfang |  | Adelaide Parklands Terminal     | Adelaide Parklands Terminal     |
| Haltepunkt / Haltestelle |  | Murray Bridge                   | Murray Bridge                   |
| Haltepunkt / Haltestelle |  | Bordertown                      | Bordertown                      |
| Grenze |  | Grenze Südaustralien / Victoria | Grenze Südaustralien / Victoria |
| Haltepunkt / Haltestelle |  | Nhill                           | Nhill                           |
| Haltepunkt / Haltestelle |  | Dimboola                        | Dimboola                        |
| Haltepunkt / Haltestelle |  | Horsham                         | Horsham                         |
| Haltepunkt / Haltestelle |  | Ararat                          | Ararat                          |
| Haltepunkt / Haltestelle |  | Geelong                         | Geelong                         |
| Kopfbahnhof Streckenende |  | Melbourne Southern Cross        | Melbourne Southern Cross        |

The Overland ist ein Fernverkehrszug in Australien, der die Hauptstädte von Victoria Melbourne (Bahnhof Melbourne Southern Cross) und Südaustralien Adelaide (Bahnhof Adelaide Parklands Terminal) verbindet.

## Name

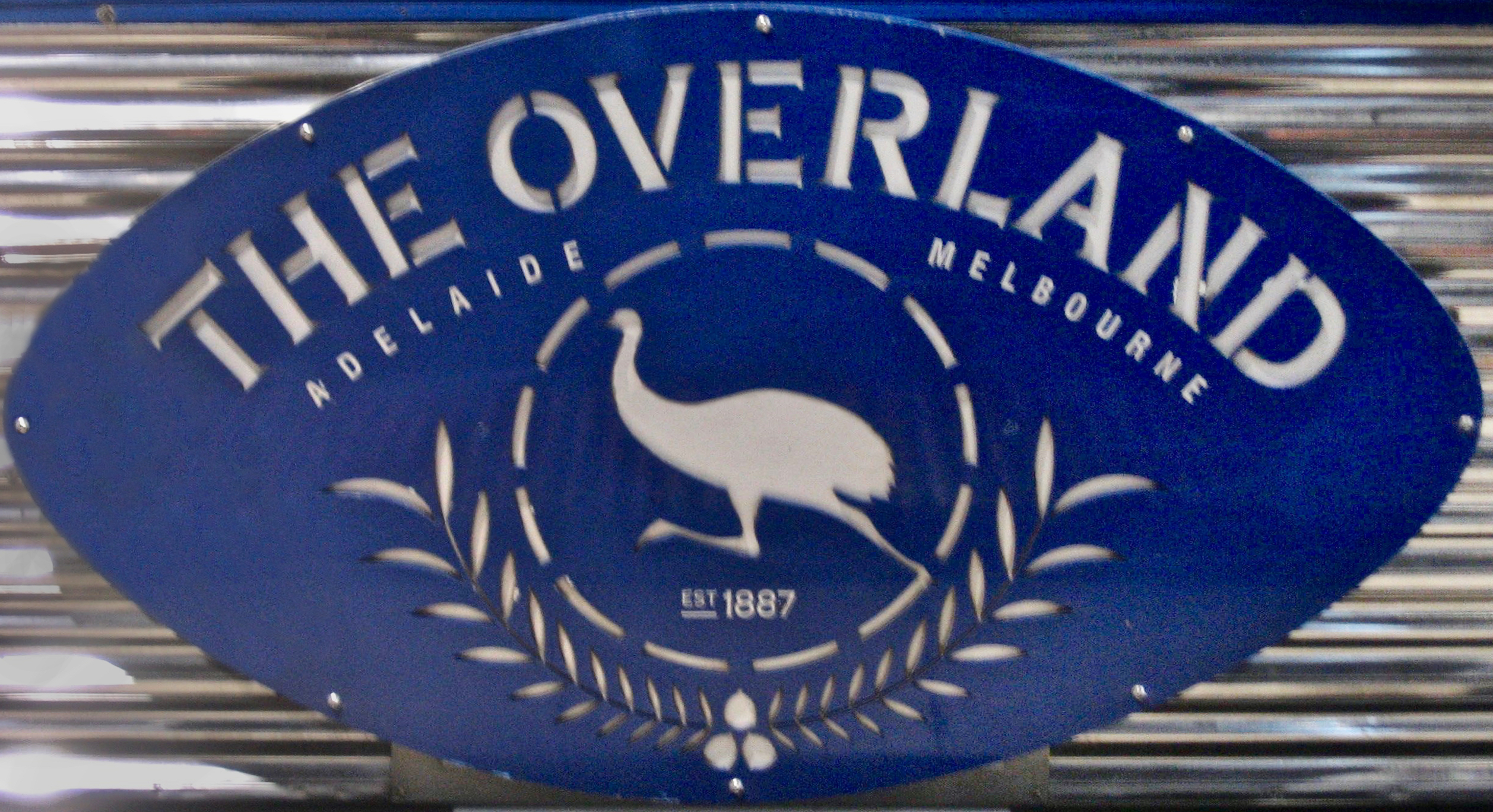
Logo auf der Zugwand

Der Name The Overland leitet sich von dem Begriff Overlander ab, der im 19. Jahrhundert einen über das Land reisenden Abenteurer bezeichnete. Der Name wird für den Zug seit 1935, nach anderen Quellen seit 1926 verwendet.

## Geschichte
Der Zug fuhr erstmals am 19. Januar 1887 unter dem Namen Intercolonial Express. Es war ein reiner Schlafwagenzug, der durchgehend verkehren konnte, da beide befahrenen Bahnstrecken die gleiche Spurweite von 1600 Millimetern Breitspur verwendeten. Er benötigte für die damals knapp 900 Kilometer lange Strecke 18 Stunden.
Später hieß der Zug offiziell Adelaide Express, auch wenn er in Südaustralien als The Melbourne Express bezeichnet wurde. Die eingesetzten Fahrzeuge stellten beide beteiligten Bahnen Victoria Railways und South Australian Railways gemeinsam.
Neben seiner Bedeutung für Reisende als erste schnelle Verbindung zwischen den beiden Hauptstädten war der Zug auch für den Posttransport von Bedeutung: Aus England per Schiffspost in Adelaide angelandete Post wurde auf den Zug umgeladen und war so einen Tag früher in Melbourne und Sydney, als wenn sie auf dem Schiff verblieben wäre.
Gleichwohl war die Fahrzeit auf Dauer zu lang. 1922 wurden deshalb die gesamte Infrastruktur der Strecke überarbeitet und neue, stärkere Lokomotiven beschafft. Ab 1926 führte der Zug auf einer Teilstrecke von und nach Melbourne Speisewagen. 1928 wurden Pullmanwagen aus den USA beschafft, die schwersten Personenwagen, die je in Australien eingesetzt wurden. Diese wurden nach und nach ab 1949 durch Wagen aus rostfreiem Stahl ersetzt. Es gab zwei Typen von Schlafwagen:
- Roomette: Ein Bett pro Kabine, die Kabinen waren rechts und links von einem Mittelgang angeordnet. Duschen und Toiletten befanden sich am Ende des Wagens. Davon gab es acht Wagen.
- Twinette: Zwei Betten übereinander pro Abteil, die Abteile waren entlang eines Seitengangs angeordnet. Jedes Abteil hatte eine eigene Dusche und Toilette. Davon gab es zehn Wagen.

Ab 1951 wurden die Dampflokomotiven durch Diesellokomotiven ersetzt. Die Fahrzeit konnte so auf 14 Stunden reduziert werden. 1976 übernahm die Australian National die Südaustralische Eisenbahn und wurde zusammen mit Victoria Railways Betreiber des Zuges. Letztere verließ das Betreiberkonsortium 1994, so dass Australian National den Zug in der Folge alleine betrieb.
Zur gleichen Zeit wurde die Strecke zwischen Melbourne und Adelaide über Maroona und Geelong mit einem Gleis in Normalspur versehen, der Zug umgespurt und nun über diese Route geleitet.

## Aktueller Betrieb

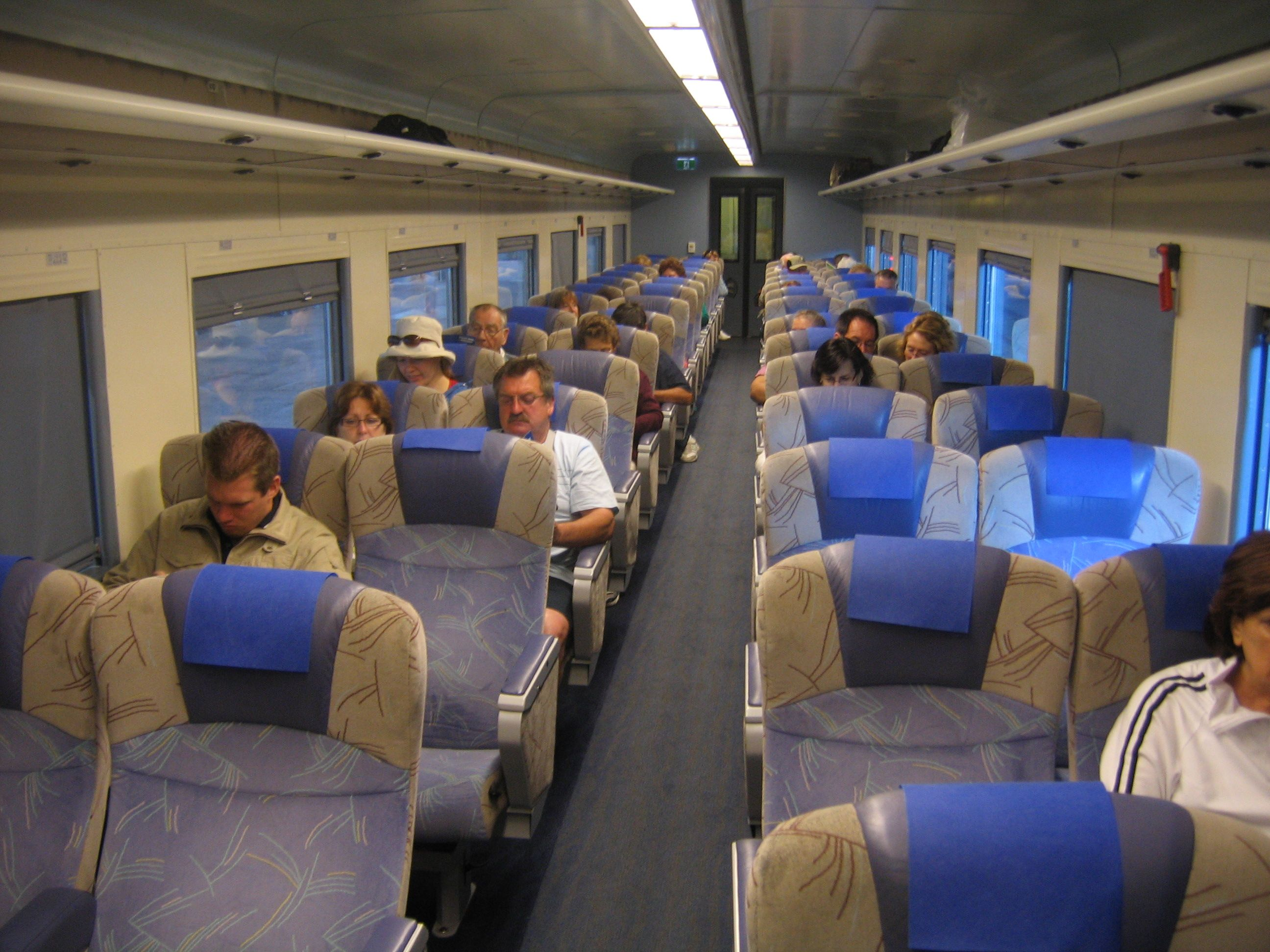
Red Standard (Zweite Klasse)

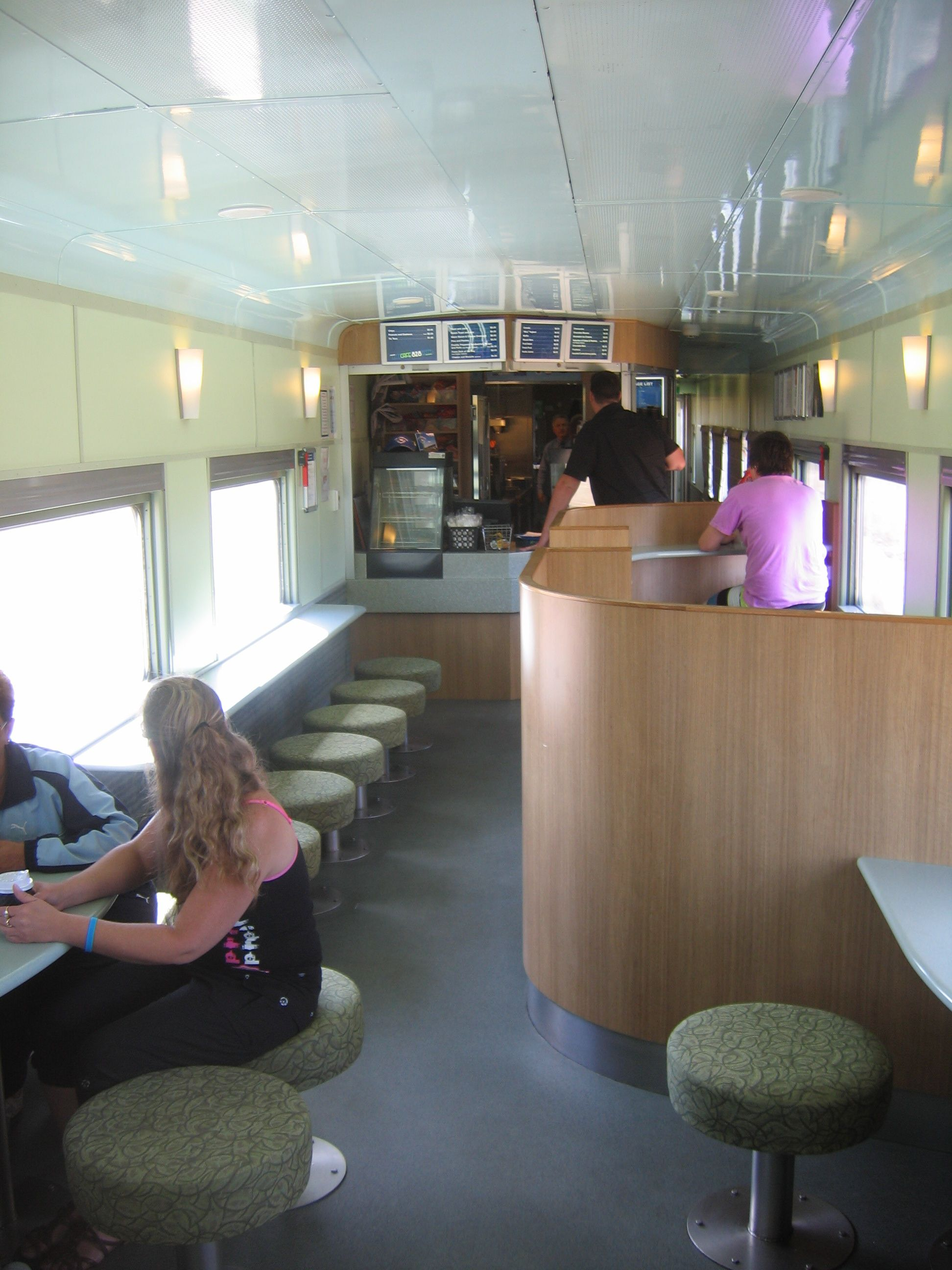
Bistrowagen

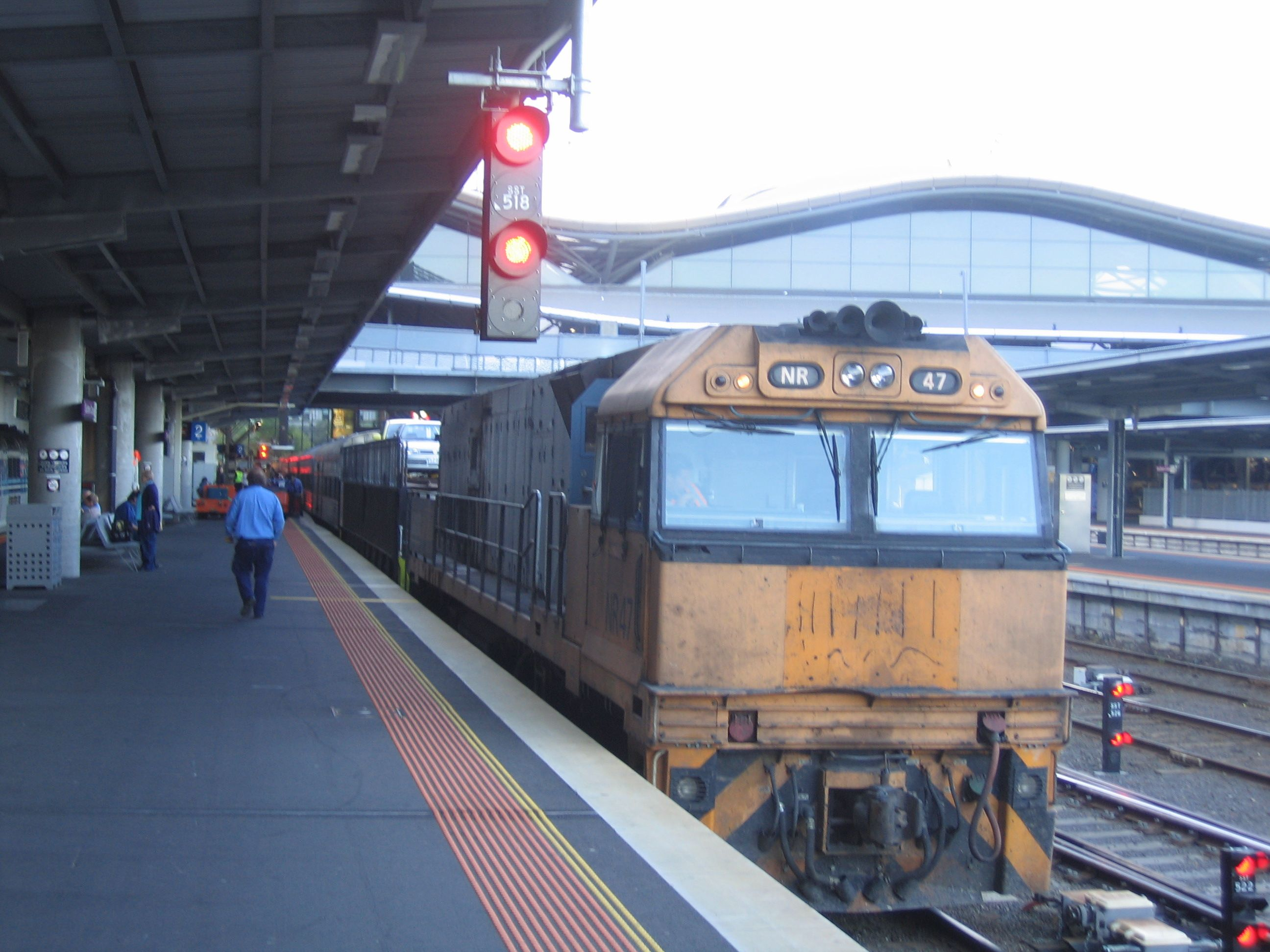
Lokomotive mit Autoreisezugwagen

Seit 1997 wird der Zug von der Great Southern Railway (GSR) auf einer 828 Kilometer langen Normalspurstrecke betrieben. Die GSR ist ein Eisenbahnverkehrsunternehmen, das auch andere bekannte Fernverkehrszüge auf dem Normalspurnetz in Australien betreibt wie den Indian Pacific und The Ghan.
Das Angebot The Overland besteht weiter, weil es seitens des Bundesstaates Victoria mit 1,5 Millionen Australischen Dollar pro Jahr unterstützt wird. Es wurde 2007 völlig neu aufgestellt: Der Schlafwagenzug wurde durch eine Tagesverbindung ersetzt. Angeboten werden zwei Klassen:
- Red Premium (Erste Klasse), Großraumwagen mit einer Bestuhlung 2 + 1
- Red Standard (Zweite Klasse), Großraumwagen mit einer Bestuhlung 2 + 2

In beiden Klassen lassen sich die Sitze jeweils in Fahrtrichtung verstellen. Der Zug führt zwischen den beiden Klassen ein Bordbistro und außerdem Autoreisezugwagen, auf denen Pkw und Motorräder mitgenommen werden können, und einen Gepäck- und Generatorwagen.
Die Fahrzeit beträgt heute 10,5 Stunden. Der Zug verkehrt seit August 2013 zwei Mal pro Woche und pro Richtung. 64 Sitze werden in jedem Zug für Passagiere zu den Tarifen der V/Line für Fahrten zwischen den Halten des Zuges in Victoria bereitgehalten.